# Rumänische Fußballnationalmannschaft/Europameisterschaften
Der Artikel beinhaltet eine ausführliche Darstellung der rumänischen Fußballnationalmannschaft bei Europameisterschaften. Rumänien nahm 2024 zum sechsten Mal an der Endrunde zur Europameisterschaft teil.

## Die Nationalmannschaft bei Europameisterschaften

### Übersicht
Rumänien nahm an allen Europameisterschaften teil, erreichte aber nur sechsmal die Endrunde, davon je einmal bei acht, zweimal bei 24 und dreimal bei 16 Teilnehmern.
| Jahr | Gastgeberland           | Teilnahme bis …    | Letzte(r) Gegner                 | Ergebnis | Trainer           | Bemerkungen und Besonderheiten |
| ---- | ----------------------- | ------------------ | -------------------------------- | -------- | ----------------- | --- |
| 1960 | Frankreich              | nicht qualifiziert |                                  |          |                   | Im Viertelfinale am späteren Dritten Tschechoslowakei gescheitert, |
| 1964 | Spanien                 | nicht qualifiziert |                                  |          |                   | In der Vorrunde am späteren Europameister Spanien gescheitert. |
| 1968 | Italien                 | nicht qualifiziert |                                  |          |                   | In der Qualifikation am späteren Europameister Italien gescheitert. |
| 1972 | Belgien                 | nicht qualifiziert |                                  |          |                   | Im Viertelfinale nach Entscheidungsspiel in Belgrad am späteren Vierten Ungarn gescheitert. |
| 1976 | Jugoslawien             | nicht qualifiziert |                                  |          |                   | In der Qualifikation an Spanien gescheitert, das aber die Endrunde auch nicht erreichte. |
| 1980 | Italien                 | nicht qualifiziert |                                  |          |                   | In der Qualifikation erneut an Spanien gescheitert. |
| 1984 | Frankreich              | Vorrunde           | Deutschland, Portugal, Spanien   | –        | Mircea Lucescu    | Nach einem Remis gegen Spanien und Niederlagen gegen Titelverteidiger Deutschland sowie Portugal als Gruppenletzter ausgeschieden.                                                                                                 |
| 1988 | BR Deutschland          | nicht qualifiziert |                                  |          |                   | In der Qualifikation wieder an Spanien gescheitert. |
| 1992 | Schweden                | nicht qualifiziert |                                  |          |                   | In der Qualifikation an Schottland gescheitert. |
| 1996 | England                 | Vorrunde           | Bulgarien, Frankreich, Spanien   | –        | Anghel Iordănescu | Nach drei Niederlagen als Gruppenletzter ausgeschieden |
| 2000 | Niederlande und Belgien | Viertelfinale      | Italien                          | 0:2      | Emerich Jenei     | |
| 2004 | Portugal                | nicht qualifiziert |                                  |          |                   | In der Qualifikation an Dänemark gescheitert. |
| 2008 | Österreich und Schweiz  | Vorrunde           | Frankreich, Italien, Niederlande | –        | Victor Pițurcă    | Nach Remis gegen die Finalisten der Fußball-Weltmeisterschaft 2006 und einer Niederlage gegen die Niederlande als Gruppendritter ausgeschieden.                                                                                    |
| 2012 | Polen und Ukraine       | nicht qualifiziert |                                  |          |                   | In der Qualifikation an Frankreich und Bosnien/Herzegowina gescheitert. |
| 2016 | Frankreich              | Vorrunde           | Frankreich, Schweiz, Albanien    | –        | Anghel Iordănescu | Als Gruppenletzter ausgeschieden. |
| 2021 | Europa                  | nicht qualifiziert |                                  |          |                   | Rumänien stellte mit der Arena Națională eine Spielstätte für 3 Gruppenspiele und ein Achtelfinale, musste sich aber wie alle anderen Mannschaften qualifizieren, was nicht gelang.                                                |
| 2024 | Deutschland             | Achtelfinale       | Niederlande                      | 0:3      | Eduard Iordănescu | Rumänien qualifizierte sich als Gruppensieger vor der Schweiz, Israel, Belarus, Kosovo und Andorra. Bei der Endrunde trafen die Rumänen auf Belgien, die Slowakei und die Ukraine und beendete die Gruppenphase als Gruppenerster. |

## Endrunden mit vier Teilnehmern

### EM 1960
Für die Fußball-Europameisterschaft 1960, die noch als „Europapokal der Nationen“ ausgetragen wurde, wurde Rumänien, das von Augustin Botescu trainiert wurde, im Achtelfinale gegen die Türkei gelost und gewann am 2. November 1958 das Hinspiel in Bukarest mit 3:0, wobei Nicolae Oaidă das erste EM-Qualifikationstor für Rumänien erzielte. Im Rückspiel am 26. April 1959 wurde es dann noch einmal spannenend: Nach 13 Minuten konnten die Türken einen Strafstoß nutzen, den Lefter Küçükandonyadis zum 1:0 verwandelte, und ihm gelang in der 54. Minute auch das 2:0. Zu mehr reichte es aber nicht und damit stand Rumänien in der nächsten Runde. Im Viertelfinale war die Tschechoslowakei der Gegner und Rumänien verlor beide Spiele. Damit war die EM für Rumänien beendet, die Tschechoslowakei wurde anschließend bei der Endrunde Dritter in Frankreich.

### EM 1964
Vier Jahre später wollten schon mehr Mannschaften als 1960 teilnehmen, daher wurde dem Achtelfinale eine Vorrunde vorgeschaltet. In dieser trafen die Rumänen, die nach der verpassten Qualifikation für die WM 1962 von Constantin Teașcă trainiert wurden, auf Spanien. Nach einem 0:6 in Madrid, zu dem die Rumänen auch noch das letzte Tor beitrugen, war aber seine Amtszeit beendet. Unter seinem Nachfolger Gheorghe Popescu, der schon sein Vorgänger war, gewannen sie zwar das Rückspiel mit 3:1, das reichte aber nicht um ins Achtelfinale zu kommen. Spanien erreichte dann auch die Endrunde, durfte diese ausrichten und gewann erstmals den Titel. Popescu beendete danach seine Tätigkeit als Nationaltrainer und wurde im Januar 1963 Präsident des rumänischen Fußballverbandes.

### EM 1968
Für die Fußball-Europameisterschaft 1968 wurden in der Qualifikation erstmals Gruppenspiele angesetzt. Die nun von Ilie Oană trainierten Rumänen musste gegen Italien, die Schweiz und Zypern antreten. Rumänien gewann nur die beiden Spiele gegen Zypern und das Heimspiel gegen die Schweiz, verlor aber die anderen Spiele. Da hatte es auch nichts genützt, dass nach dem 1:7 gegen die Schweiz Angelo Niculescu für das letzte Spiel das Amt des Nationaltrainers übernommen hatte. Damit waren sie Zweiter hinter Italien, das kein Spiel verlor. Italien qualifizierte sich dann auch für die Endrunde, durfte diese ausnutzen und wurde mit Losglück Europameister. Niculescu gelang es dann aber Rumänien nach 32 Jahren wieder zur WM zu führen, wo die Mannschaft allerdings an Titelverteidiger England und dem späteren Weltmeister Brasilien scheiterte.

### EM 1972
Für die EM-Endrunde 1972 konnte sich Rumänien auch wieder nicht qualifizieren. In einer Gruppe mit der Tschechoslowakei, Wales und Finnland wurde mit zwar mit vier Siegen, einem Remis und einer Niederlage punktgleich mit der Tschechoslowakei der erste Platz belegt, da zwei Tore weniger kassiert wurden, im Viertelfinale war aber Ungarn etwas stärker. Allerdings benötigten die Ungarn ein drittes Spiel auf neutralem Platz. Zuvor waren das erste Spiel in Budapest 1:1 und das Rückspiel in Bukarest 2:2 ausgegangen. Da weder die Auswärtstorregel galt noch das Elfmeterschießen erfunden war, mussten beide in Belgrad erneut antreten. Dieses Spiel gewann Ungarn dann durch ein Tor in der 89. Minute. Damit war Ungarn für die Endrunde qualifiziert, die in Belgien stattfand, konnte dort aber nur Vierter werden.

### EM 1976
1976 wurde die Endrunde letztmals mit vier Mannschaften ausgetragen. Die nun von Valentin Stănescu trainierten Rumänen scheiterten wieder in der Gruppenphase, diesmal an Spanien. Nur Schottland konnte mit gleicher Punktzahl auf den dritten und Dänemark auf den vierten Platz verwiesen werden. Dabei gelang nur ein Heimsieg gegen Dänemark, alle anderen Spiele endeten remis. Verpasst wurde die Qualifikation durch ein 2:2 gegen Spanien im vorletzten Spiel und ein anschließendes 1:1 in Schottland, bei dem Stănescu schon nicht mehr im Amt war. Spanien wurde mit drei Siegen und drei Remis Gruppensieger, schied dann aber im Viertelfinale gegen Titelverteidiger Deutschland aus, der dann bei der Endrunde im Finale seinen Titel durch Elfmeterschießen an die Tschechoslowakei verlor.

## Endrunden mit acht Teilnehmern

### EM 1980
In der Qualifikation für die Europameisterschaft in Italien, die erstmals mit acht Mannschaften ausgetragen wurde, trafen die nun von Ștefan Kovács trainierten Rumänen in der Gruppe wieder auf Spanien, Jugoslawien und Zypern. Rumänien gewann zwei Spiele, spielte zweimal remis und verlor zwei Spiele. Damit reichte es nur zum dritten Platz. Spanien fuhr als Gruppensieger zur EM, scheiterte dort aber in der Gruppenphase. Mit der verpassten Qualifikation endete die Amtszeit von Kovács als Nationaltrainer, er blieb aber als Funktionär im rumänischen Verband tätig. Nach ihm übernahm erneut Valentin Stănescu das Amt, er konnte Rumänien aber nicht zur WM 1982 führen.

### EM 1984

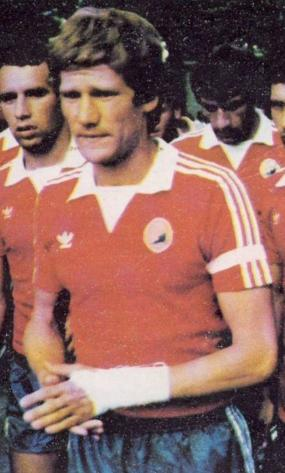
László Bölöni, Rumäniens erster EM-Torschütze

Für die Europameisterschaft 1984 konnte sich Rumänien dann unter Mircea Lucescu erstmals qualifizieren. In einer Gruppe mit Weltmeister Italien, Schweden, der Tschechoslowakei und Zypern belegten die Rumänen überraschend den ersten Platz. Dabei verloren sie nur das Heimspiel gegen die Tschechoslowakei, sie gewannen aber beide Spiele gegen den Gruppenzweiten Schweden und gaben nur noch Punkte beim Remis in Italien und in der Tschechoslowakei ab. Damit hatten sie am Ende einen Punkt mehr als Schweden und durften erstmals zur EM-Endrunde fahren.
Hier trafen sie in ihrem ersten Spiel auf Spanien und gerieten nach 22 Minuten durch einen verwandelten Foulelfmeter in Rückstand. 14 Minuten später konnte aber László Bölöni, der mit diesem Spiel rumänischer Rekordnationalspieler wurde, mit dem ersten EM-Tor für Rumänien ausgleichen und dabei blieb es bis zum Ende. Im zweiten Spiel gegen Titelverteidiger Deutschland verloren sie durch zwei Tore von Rudi Völler mit 1:2. Im letzten Spiel gegen Portugal hielten sie 80 Minuten lang das 0:0, mussten dann aber noch das 0:1 hinnehmen und schieden damit als Gruppenletzter aus. Portugal und Spanien standen im Halbfinale, verloren aber nacheinander gegen die Franzosen, die damit erstmals Europameister wurden. Lucescu blieb im Amt, aber nachdem er mit Rumänien die WM 1986 verpasste, wurde er durch Emerich Jenei ersetzt.

### EM 1988
In der Qualifikation für die nächste EM wurden den Rumänen als Gegner wieder einmal Spanien, Österreich und Albanien zugelost. Rumänien verlor zwar mit 0:1 in Spanien, konnte das Rückspiel aber mit 3:1 gewinnen. Da dies aber für Spanien der einzige Punktverlust war, während Rumänien in Österreich im letzten Spiel nur ein torloses Remis erreichte, hatte Spanien mit einem Punkt mehr die Gruppe gewonnen. Bei der EM-Endrunde scheiterte Spanien aber in der Gruppenphase. Jenei blieb trotz der verpassten Qualifikation im Amt und führte Rumänien zur WM 1990, wo erstmals die Vorrunde überstanden wurde.

### EM 1992
In der Qualifikation für die EM 1992 traf Rumänien auf Schottland, die Schweiz, den Nachbarn Bulgarien sowie San Marino, das erstmals an einer Qualifikation teilnahm. Rumänien startete die Qualifikation unter Gheorghe Constantin mit zwei Niederlagen, der daraufhin von Mircea Rădulescu abgelöst wurde. Unter ihm gewann Rumänien dann beide Spiele gegen San Marino, wobei San Marino das erste Länderspieltor gelang, erspielte dann aber mit einem 0:0 in der Schweiz die Qualifikation. Zwar gewannen sie dann noch die Heimspiele gegen die Schotten und Schweizer mit 1:0, ein 1:1 in Bulgarien im letzten Spiel war dann aber zu wenig. So hatten sie am Ende einen Punkt weniger als die Schotten, die damit erstmals qualifiziert waren, und gegenüber den punktgleichen Schweizern die schlechtere Tordifferenz. Die Schotten scheiterten dann aber bei der Endrunde in der Gruppenphase. Rădulescu blieb zunächst im Amt, nach einem 0:4 in einem Freundschaftsspiel gegen Italien wurde er aber von Cornel Dinu abgelöst. Als dieser in der Qualifikation zur WM 1994 zu scheitern drohte, wurde er seinerseits von Anghel Iordănescu abgelöst, der Rumänien zur WM und dort bis ins Viertelfinale führte.

## Endrunden mit 16 Teilnehmern

### EM 1996

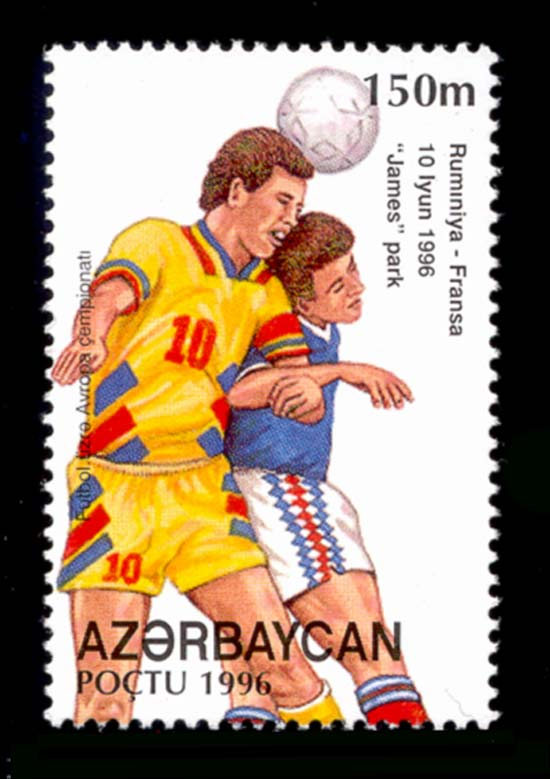
Briefmarke aus Aserbaidschan zum Spiel Frankreich gegen Rumänien

Für die EM 1996, die erstmals mit 16 Mannschaften ausgetragen wurde, mussten sich die Rumänen gegen Frankreich, Polen und Israel sowie die Slowakei und Aserbaidschan, die erstmals teilnahmen, qualifizieren. Rumänien verlor unter nur das Heimspiel gegen Frankreich, gewann sechs Spiele und spielte dreimal remis. Damit wurde am Ende mit einem Punkt Vorsprung vor den ungeschlagenen Franzosen der erste Platz belegt. Damit waren beide direkt qualifiziert.
Bei der Auslosung der Gruppen wurden Rumänien der Gruppe mit Spanien zugelost. Weitere Gegner waren der WM-Vierte Bulgarien und der Qualifikationsgegner Frankreich. Gegen die Franzosen wurde das Auftaktspielebenso wie das zweite Spiel gegen Bulgarien mit 0:1 verloren. Gegen Spanien folgte dann ein 1:2. Damit war Rumänien als Gruppenletzter ausgeschieden. Iordănescu blieb aber im Amt und führte Rumänien erneut zur WM 1998, trat aber nach dem Aus in der Vorrunde zurück.

### EM 2000
Für die EM 2000 mussten sich die nun von Victor Pițurcă trainierten Rumänen gegen Portugal, die Slowakei, Ungarn, Aserbaidschan und Liechtenstein qualifizieren. Rumänien verlor kein Spiel und erreichte mit sieben Siegen – u. a. ein 1:0 in Portugal – und drei Remis Platz 1. Portugal war als bester Gruppenzweiter ebenfalls direkt qualifiziert. Trotz der erfolgreichen Qualifikation trat Pițurcă aber 1999 nach Differenzen mit Gheorghe Hagi und Gheorghe Popescu, den führenden Spielern der Nationalmannschaft, von seinem Amt zurück. Daraufhin übernahm wieder Emerich Jenei das Amt des Nationaltrainers.
Für die EM-Endrunde, die erstmals in zwei Ländern ausgetragen wurde, wurden die Rumänen in eine Gruppe mit Titelverteidiger Deutschland, England und Qualifikationsgegner Portugal gelost. Im Auftaktspiel gegen Deutschland erzielte Viorel Moldovan bereits nach fünf Minuten das 1:0. Mehmet Scholl gelang zwar 23 Minuten später der Ausgleich, es blieb aber das einzige Tor der Deutschen im Wettbewerb. Da Rumänien in diesem Spiel auch keins mehr gelang, blieb es beim 1:1. Im zweiten Spiel gegen Portugal verloren sie mit 0:1 durch ein Tor in der vierten Minute der Nachspielzeit. Damit hatte Rumänien die schlechtesten Karten vor dem letzten Gruppenspiel gegen England, das zuvor mit 2:3 gegen die Portugiesen verloren, aber gegen Deutschland mit 1:0 gewonnen hatte. Denn Portugal war mit den zwei Siegen bereits für das Viertelfinale qualifiziert und konnte gegen Deutschland einige Stammspieler schonen, was einen deutschen Sieg wahrscheinlicher machte. England reichte ein Remis gegen die Rumänen, die auf Kapitän und Spielmacher Gheorghe Hagi verzichten mussten, der die zweite Gelbe Karte erhalten hatte. Dennoch gingen die Rumänen in der 22. Minute durch Cristian Chivu in Führung. Kurz vor der Pause erhielt England einen Strafstoß, den Alan Shearer, der Torschützenkönig der vorherigen EM, verwandeln konnte und in der letzten Minute der ersten Halbzeit gelang ihnen noch die Führung. Drei Minuten nach Wiederanstoß gelang Dorinel Munteanu dann der Ausgleich und eine Minute vor dem Ende erhielten die Rumänen einen Strafstoß zugesprochen, als Phil Neville Moldovan im Strafraum zu Fall brachte. Den Elfmeter verwandelte der erst 15 Minuten zuvor eingewechselte Ioan Viorel Ganea. Rumänien hatte damit erstmals nach acht sieglosen Spielen ein EM-Spiel gewonnen und damit die längste Serie ohne Sieg in der EM-Geschichte beendet. Da zeitgleich die portugiesische B-Mannschaft den Titelverteidiger mit 3:0 nach Hause schickte, stand Rumänien im Viertelfinale gegen Italien. Hier mussten sie auf Popescu und Adrian Ilie verzichten, die gegen England die zweite Gelbe Karte erhalten hatten. Italien war daher eine Nummer zu groß und mit 0:2 verloren sie nicht nur dieses Spiel, sondern auch Hagi durch eine Gelb-rote Karte. Für ihn war es auch sein letztes Länderspiel. Emerich Jenei zog sich danach ganz aus dem Trainergeschäft zurück und Rumänien verabschiedete sich für acht Jahre von der EM-Bühne. Italien erreichte anschließend auch das Finale, verlor dieses aber gegen Weltmeister Frankreich durch ein Golden Goal.

### EM 2004
Nach der verpassten WM in Asien hatte erneut Anghel Iordănescu das Amt des Nationaltrainers übernommen, aber auch er konnte die Rumänen nicht zur EM nach Portugal führen. In einer sehr ausglichenen Gruppe mit Dänemark, Norwegen, Bosnien-Herzegowina und Luxemburg gewannen alle vier Spiele – außer Luxemburg, das alle Spiele verlor. Rumänien erzielte dabei die meisten Tore, kassierte aber nach Luxemburg zusammen mit Dänemark die meisten Gegentore und verlor die Heimspiele gegen die Dänen und Norweger. Damit hatten sie am Ende einen Punkt weniger als Gruppensieger Dänemark und wurden aufgrund des verlorenen direkten Vergleichs hinter den punktgleichen Norwegern nur Dritter. Dänemark nahm als direkt qualifizierte Mannschaft an der EM teil, Norwegen scheiterte in den Playoffs der Gruppenzweiten an Spanien. Iordănescu blieb zunächst im Amt, wurde aber in der laufenden Qualifikation für die WM 2006 entlassen und von Victor Pițurcă abgelöst.

### EM 2008
In der Qualifikationsgruppe G für die EM 2008 trafen die Rumänen auf die Niederländer, Bulgarien, Belarus, Albanien, Slowenien und wieder Luxemburg. Rumänien verlor nur das Spiel in Bulgarien, gewann neun Spiele und spielte zweimal remis. Damit hatten sie am Ende drei Punkte mehr als die „Oranjes“ und fuhren als Gruppensieger zur EM. Die Niederländer waren als Gruppenzweiter aber ebenfalls qualifiziert.
Bei der wieder in zwei Ländern ausgetragenen Endrunde trafen Rumänen und Niederländer erneut aufeinander, allerdings erst im letzten Gruppenspiel. Zuvor standen die Spiele gegen die beiden Finalisten der WM 2006 auf dem Plan. Gegen Vizeweltmeister Frankreich erkämpften die Rumänen ein torloses Remis und gegen Weltmeister Italien ein 1:1, wobei Gianluigi Buffon in der 81. Minute einen Foulelfmeter von Adrian Mutu halten konnte. Da beide WM-Finalisten gegen die Niederländer hoch verloren hatten – Italien mit 0:3 und die Franzosen mit 1:4 – konnten die bereits für das Viertelfinale qualifizierten Niederländer gegen Rumänien einige Stammspieler schonen. Rumänien konnte diese Chance aber nicht nutzen und verlor mit 0:2 und da Italien gegen Frankreich gewann, schied Rumänien als Dritter aus. Die nun als EM-Favorit geltenden Niederländer scheiterten dann im Viertelfinale überraschend an Russland. Pițurcă blieb zunächst im Amt, wurde aber im April 2009 nach einer Reihe schwacher Länderspiele entlassen und von Răzvan Lucescu beerbt.

### EM 2012
Nach der verpassten Qualifikation für die WM 2010 vermasselte Rumänien dann auch die Qualifikation für die EM 2012. In einer Grupe mit Frankreich, Bosnien und Herzegowina, Belarus, Albanien und nochmals Luxemburg konnte Rumänien nur die beiden Spiele gegen Luxemburg und das Heimspiel gegen Bosnien und Herzegowina gewinnen. Verloren wurde zwar nur in Frankreich und Bosnien und Herzegowina, aber durch fünf Remis wurden zu viele Punkte liegen gelassen. Damit hatte Rumänien am Ende sieben Punkte weniger als Gruppensieger Frankreich und sechs weniger als Bosnien und Herzegowina, das in den Playoffs der Gruppenzweiten an Portugal scheiterte. Mit der verpassten Qualifikation endete die Amtszeit von Lucescu und sein Vorgänger Pițurcă übernahm erneut das Amt.

## Endrunden mit 24 Teilnehmern

### EM 2016
An der EM nahmen erstmals 24 Mannschaften teil. Für die Auslosung der Qualifikationsgruppen, die am 23. Februar 2014 erfolgte, war Rumänien in Topf 3 gesetzt. Als Gegner wurden Griechenland, Ungarn, Finnland, Nordirland und die Färöer zugelost.
Die beiden Gruppenersten qualifizierten sich direkt für die EM-Endrunde. Rumänien begann die Qualifikation mit vier Siegen und einem Remis und lag damit nach der Hälfte der Spiele auf dem ersten Platz. Trotz dieses guten Beginns nahm Pițurcă im Oktober 2014 freiwillig seinen Hut und kündigte die Zusammenarbeit mit dem rumänischen Fußballverband auf. Ihm folgte erneut Anghel Iordănescu. In der zweiten Hälfte der Qualifikation kamen die Rumänen zunächst nur zu drei torlosen Remis und einem 1:1 im Heimspiel gegen Finnland. Damit war die Qualifikation bis zuletzt offen, aber mit einem 3:0-Sieg auf den Färöer-Inseln gelang am letzten Spieltag als Gruppenzweiter die direkte Qualifikation. Mit je fünf Siegen und Remis gehörten die Rumänen zu den nur vier Mannschaften ohne Niederlage. Rumänien kassierte mit zwei Gegentoren die wenigsten Gegentore aller 53 Mannschaften.
Bei der EM bestritt man das Eröffnungsspiel gegen Gastgeber Frankreich, welches durch ein spätes Gegentor mit 1:2 verloren ging. Im zweiten Spiel traf man auf die Schweiz und erreichte ein 1:1-Unentschieden. Im entscheidenden letzten Gruppenspiel unterlag man Albanien mit 0:1 und schied als Gruppenletzter aus.

### EM 2021
Rumänien hatte sich für die paneuropäische EM mit der Arena Națională in Bukarest für drei Gruppenspiele und ein Achtel- oder Viertelfinalspiel beworben und erhielt die Zusage für drei Gruppenspiele und ein Achtelfinale. Wie die anderen Länder, in denen Spiele stattfinden werden, musste sich aber auch Rumänien qualifizieren. Dabei trafen die Rumänen in einer der fünf Sechsergruppen auf Spanien, Schweden, Norwegen, die Färöer und Malta. Die Rumänen, die seit Oktober 2017 von Cosmin Contra trainiert werden, konnten nur die Spiele gegen die Färöer und Malta gewinnen. Gegen Norwegen spielten sie zweimal remis und gegen Schweden und Spanien verloren sie beide Spiele. Bis zum vorletzten Gruppenspieltag hatten sie aber noch die Chance sich direkt zu qualifizieren, verloren dann aber gegen Schweden, das sich damit vorzeitig als Gruppenzweiter hinter Spanien qualifizierte. Als Zweiter ihrer Gruppe in der UEFA Nations League 2018/19 hatten sie aber noch die Möglichkeit, sich über die Playoffs qualifizieren.
Dazu mussten sie zunächst im Oktober 2020 in Island antreten, verloren dort aber mit 1:2, so dass sie die Endrunde endgültig verpassten.

### EM 2024
Für die zweite EM in Deutschland musste sich Rumänien gegen die Schweiz, Israel, Belarus, Kosovo und Andorra qualifizieren. Dies gelang mit sechs Siegen und vier Remis. Durch einen 1:0-Sieg gegen die Schweiz im letzten Gruppenspiel sicherten sich die Rumänen auch den Gruppensieg. Bei der Endrunde treffen sie im ersten Spiel auf einen Play-Off-Sieger, dies wurde die Ukraine sein. Bereits bei der Auslosung feststehende weitere Gegner waren Belgien und die Slowakei. Die Rumänen starteten mit einem 3:0-Sieg gegen die Ukraine, verloren dann gegen Belgien mit 0:2 und spielten remis (1:1) gegen die Slowakei. Da nach den Gruppenspielen die vier Mannschaften je vier Punkte hatten entschied zunächst die Tordifferenz in allen Gruppenspielen über die Platzierung. Hier waren Rumänien und Belgien mit +1 gleich, da die Rumänen aber mehr Tore erzielt hatten, wurden sie Gruppensieger und treffen im Achtelfinale auf die Niederlande, die in ihrer Gruppe nur Dritter wurde, aber dank der wenigsten Gelben Karten bester Gruppendritter war. Die Rumänen konnten anfangs das Spiel ausgeglichen gestalten, wurden aber am Ende mit 0:3 besiegt und schieden aus.

## Spieler mit den meisten Einsätzen bei Europameisterschaften

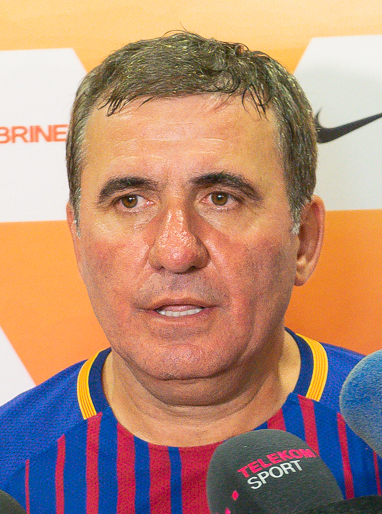
Gheorghe Hagi, rumänischer Spieler mit den meisten EM-Einsätzen

| Spiele | Spieler          | Jahr (Spiele)               |
| ------ | ---------------- | --------------------------- |
| 8      | Gheorghe Hagi    | 1984 (2) 1996 (3), 2000 (3) |
| 7      | Cristian Chivu   | 2000 (4), 2008 (3)          |
|        | Dorinel Munteanu | 1996 (3), 2000 (4)          |
| 6      | Cosmin Contra    | 2000 (3), 2008 (3)          |
|        | Constantin Gâlcă | 1996 (3), 2000 (3)          |
|        | Adrian Ilie      | 1996 (3), 2000 (3)          |
|        | Viorel Moldovan  | 1996 (2), 2000 (4)          |
|        | Adrian Mutu      | 2000 (3), 2008 (3)          |
|        | Dan Petrescu     | 1996 (3), 2000 (3)          |
|        | Gheorghe Popescu | 1996 (3), 2000 (3)          |
|        | Bogdan Stelea    | 1996 (2), 2000 (4)          |
|        | Nicolae Stanciu  | 2016 (2), 2024 (4)          |
| 5      | Iulian Filipescu | 1996 (1), 2000 (4)          |
|        | Ioan Lupescu     | 1996 (3), 2000 (2)          |
|        | Răzvan Raț       | 2008 (3), 2016 (2)          |

Stand: 2. Juli 2024

## Spieler mit den meisten Toren bei Europameisterschaften
| Tore | Spieler           | Jahr (Tore) |
| ---- | ----------------- | ----------- |
| 2    | Bogdan Stancu     | 2016 (2)    |
|      | Răzvan Marin      | 2024 (2)    |
| 1    | László Bölöni     | 1984 (1)    |
|      | Cristian Chivu    | 2000 (1)    |
|      | Marcel Coraș      | 1984 (1)    |
|      | Ioan Viorel Ganea | 2000 (1)    |
|      | Viorel Moldovan   | 2000 (1)    |
|      | Dorinel Munteanu  | 2000 (1)    |
|      | Adrian Mutu       | 2008 (1)    |
|      | Florin Răducioiu  | 1996 (1)    |
|      | Denis Drăguș      | 2024 (1)    |
|      | Nicolae Stanciu   | 2024 (1)    |

Stand: 2. Juli 2024

## Bei Europameisterschaften gesperrte Spieler
- 1984 erhielt Gino Iorgulescu im letzten Gruppenspiel die zweite Gelbe Karte. Da Rumänien ausschied, hatte diese keinen Effekt.
- 1996 erhielt Adrian Ilie im letzten Gruppenspiel die die zweite Gelbe Karte. Da Rumänien ausschied, hatte diese keinen Effekt.
- 2000 erhielt Gheorghe Hagi im zweiten Gruppenspiel die zweite Gelbe Karte und war für das dritte Gruppenspiel gesperrt. In diesem erhielten Adrian Ilie und Dan Petrescu die zweite Gelbe Karte und waren für das Viertelfinale gesperrt. Im Viertelfinale erhielt Gheorghe Hagi die Gelb-Rote Karte; da Rumänien ausschied und dies sein letztes Länderspiel war, hatte sie keinen weiteren Effekt.
- 2008 erhielt Cristian Chivu im letzten Gruppenspiel die zweite Gelbe Karte. Da Rumänien ausschied, hatte diese keinen Effekt.
- 2024 erhielt Nicușor Bancu im Achtelfinale die zweite Gelbe Karte. Da Rumänien ausschied, hatte diese keinen Effekt.

## Anteil der im Ausland spielenden Spieler im EM-Kader
Legionäre kamen für den ersten Kader noch nicht in Betracht, da zu der Zeit Spieler aus dem Ostblock noch nicht in den Westen wechseln konnten. Nach den Umwälzungen im Ostblock zu Beginn der 1990er Jahre war dies dann auch möglich und so standen ab dem zweiten EM-Kader immer mehr als die Hälfte im Ausland spielende Spieler im Kader.
| Jahr (Spiele) | Anzahl (Länder) | Spieler (Einsätze) |
| ------------- | --- | --- |
| 1984 (3)      | 0 | |
| 1996 (3)      | 12 (1 in Belgien, 2 in Deutschland, 1 in England, 1 in Frankreich, 1 in Italien, 1 in der Schweiz, 5 in Spanien)                           | Tibor Selymes (3); Ioan Lupescu (3), Dorinel Munteanu (3); Dan Petrescu (3); Gheorghe Mihali (1); Ioan Sabău (0); Viorel Moldovan (2); Miodrag Belodedici (2), Gheorghe Hagi (3), Gheorghe Popescu (3), Ovidiu Stîngă (1), Florin Răducioiu (3) |
| 2000 (4)      | 15 (1 in Belgien, 2 in Deutschland, 1 in England, 1 in Italien, 2 in den Niederlanden, 5 in Spanien, 3 in der Türkei)                      | Liviu Ciobotariu (2); Ioan Viorel Ganea (3), Dorinel Munteanu (4); Dan Petrescu (3); Adrian Mutu (3); Cristian Chivu (4), Bogdan Lobonț (0); Iulian Filipescu (4), Cosmin Contra (3), Constantin Gâlcă (4), Adrian Ilie (3), Bogdan Stelea (4); Viorel Moldovan (4), Gheorghe Popescu (3), Gheorghe Hagi (3)                                                                        |
| 2008 (3)      | 12 (1 in Bulgarien, 1 in Deutschland, 2 in Frankreich, 4 in Italien, 1 in Russland, 1 in Schottland, 1 in Spanien, 1 in der Ukraine)       | Florentin Petre (2); Ciprian Marica (0); Daniel Niculae (3), Gabriel Tamaș (3); Cristian Chivu (3), Paul Codrea (3), Adrian Mutu (3), Ștefan Radu (0); Răzvan Cociș (3); Marius Niculae (2); Cosmin Contra (3); Răzvan Raț (3) |
| 2016 (3)      | 14 (3 in Bulgarien, 1 in England, 1 in Israel, 2 in Italien, 1 in Katar, 1 in Kroatien, 1 in Saudi-Arabien, 2 in Spanien, 2 in der Türkei) | Claudiu Keșerü (1), Cosmin Moți (0), Andrei Prepeliță (2); Costel Pantilimon (0); Ovidiu Hoban (3); Vlad Chiricheș (3) , Ciprian Tătărușanu (3); Dragoș Grigore (3); Alexandru Mățel (1); Lucian Sânmărtean (1); Florin Andone (3), Răzvan Raț (2); Bogdan Stancu (3), Gabriel Torje (3)                                                                                            |
| 2024 (4)      | 19 (1 in England, 6 in Italien, 1 in Katar, 1 in Polen, 2 in Saudi-Arabien, 3 in Spanien, 4 in der Türkei, 1 in Zypern)                    | Radu Drăgușin (4); Dennis Man 1 (4), Marius Marin 1 (4), Răzvan Marin (4), Valentin Mihăilă 1 (3), Ionuț Nedelcearu 1 (0), George Pușcaș 1 (2); Denis Alibec (2); Bogdan Racovițan (2); Andrei Burcă (4), Nicolae Stanciu (4); Ianis Hagi (4), Horațiu Moldovan (0), Andrei Rațiu (4); Alexandru Cicâldău (1), Denis Drăguș (4), Florin Niță (4), Deian Sorescu (2); Adrian Rus (2) |

Stand: 2. Juli 2024

## Rekorde
- Der einzige Sieg in einem EM-Endrundenspiel ist auch einer der höchsten gegen dieses Land:
  -  England: Vorrunde 2000 – 3:2 (zudem zweimal 2:1 im WM-Qualifikationsspiel 1982 und im WM-Gruppenspiel 1998)

- Gegen kein Land kassierte die rumänische Mannschaft ihre höchste Niederlage bei einem EM-Turnier.

### Negativrekorde
- Die längste Durststrecke bis zum 1. Sieg bei Europameisterschaften hatten Rumänien und die Schweiz mit 8 Spielen. Im letzten Gruppenspiel der EM 2000 gegen England konnte Rumänien erstmals ein EM-Spiel gewinnen und sich damit sogar für das Viertelfinale qualifizieren. Die Schweiz gewann erstmals 2008 ein EM-Spiel im letzten, für beide Mannschaften für die Platzierung unbedeutenden Spiel gegen Portugal.

## Spiele
Rumänien bestritt bisher 20 EM-Spiele, davon wurden zwei gewonnen, zwölf verloren und sechs endeten remis. Kein Spiel musste verlängert werden.
Rumänien nahm 2016 erstmals am Eröffnungsspiel der EM teil und spielte damit erstmals gegen den Gastgeber.
Rumänien spielte zweimal (1984 und 2000) gegen den Titelverteidiger, in beiden Fällen Deutschland, aber nie gegen den späteren Europameister. Rumänien spielte dreimal gegen Frankreich sowie je zweimal gegen Deutschland, Italien, Portugal und Spanien.
| Alle EM-Spiele |               |           |                     |   |                               |                 |                                                                                         |
| Nr.            | Datum         | Ergebnis  | Gegner              |   | Austragungsort                | Anlass          | Bemerkungen                                                                             |
| 1              | 14. Juni 1984 | 1:1 (1:1) | Spanien             | * | Saint-Étienne (FRA)           | Gruppenspiel    | László Bölöni wird mit seinem 68. Länderspiel Rekordnationalspieler                     |
| 2              | 17. Juni 1984 | 1:2 (0:1) | BR Deutschland (TV) | * | Lens (FRA)                    | Gruppenspiel    |                                                                                         |
| 3              | 20. Juni 1984 | 0:1 (0:0) | Portugal            | * | Nantes (FRA)                  | Gruppenspiel    |                                                                                         |
| 4              | 10. Juni 1996 | 0:1 (0:1) | Frankreich          | * | Newcastle (ENG)               | Gruppenspiel    |                                                                                         |
| 5              | 13. Juni 1996 | 0:1 (0:1) | Bulgarien           | * | Newcastle (ENG)               | Gruppenspiel    |                                                                                         |
| 6              | 18. Juni 1996 | 1:2 (1:1) | Spanien             | * | Leeds (ENG)                   | Gruppenspiel    |                                                                                         |
| 7              | 12. Juni 2000 | 1:1 (1:1) | Deutschland (TV)    | * | Lüttich (BEL)                 | Gruppenspiel    |                                                                                         |
| 8              | 17. Juni 2000 | 0:1 (0:0) | Portugal            | * | Arnhem (NLD)                  | Gruppenspiel    | 100. Länderspiel von Gheorghe Popescu                                                   |
| 9              | 20. Juni 2000 | 3:2 (1:2) | England             | * | Charleroi (BEL)               | Gruppenspiel    |                                                                                         |
| 10             | 24. Juni 2000 | 0:2 (0:2) | Italien             | * | Brüssel (BEL)                 | Viertelfinale   | 124. und letztes Länderspiel von Gheorghe Hagi, letztes Länderspiel unter Emerich Jenei |
| 11             | 9. Juni 2008  | 0:0       | Frankreich          | * | Zürich (CHE)                  | Gruppenspiel    |                                                                                         |
| 12             | 13. Juni 2008 | 1:1 (0:0) | Italien             | * | Zürich (CHE)                  | Gruppenspiel    |                                                                                         |
| 13             | 17. Juni 2008 | 0:2 (0:0) | Niederlande         | * | Bern (CHE)                    | Gruppenspiel    |                                                                                         |
| 14             | 10. Juni 2016 | 1:2 (0:0) | Frankreich          | A | St-Denis (FRA)                | Eröffnungsspiel |                                                                                         |
| 15             | 15. Juni 2016 | 1:1 (1:0) | Schweiz             | * | Paris (FRA)                   | Vorrunde        | 100. Länderspiel unter Anghel Iordănescu                                                |
| 16             | 19. Juni 2016 | 0:1       | Albanien            | * | Décines-Charpieu (Lyon) (FRA) | Vorrunde        | Letztes Spiel unter Anghel Iordănescu                                                   |
| 17             | 17. Juni 2024 | 3:0       | Ukraine             | * | München (DEU)                 | Vorrunde        |                                                                                         |
| 18             | 22. Juni 2024 | 0:2       | Belgien             | * | Köln (DEU)                    | Vorrunde        |                                                                                         |
| 19             | 26. Juni 2024 | 1:1       | Slowakei            | * | Frankfurt am Main (DEU)       | Vorrunde        |                                                                                         |
| 20             | 2. Juli 2024  | 0:3       | Niederlande         | * | München (DEU)                 | Achtelfinale    |                                                                                         |